# Marcelo Spínola y Maestre

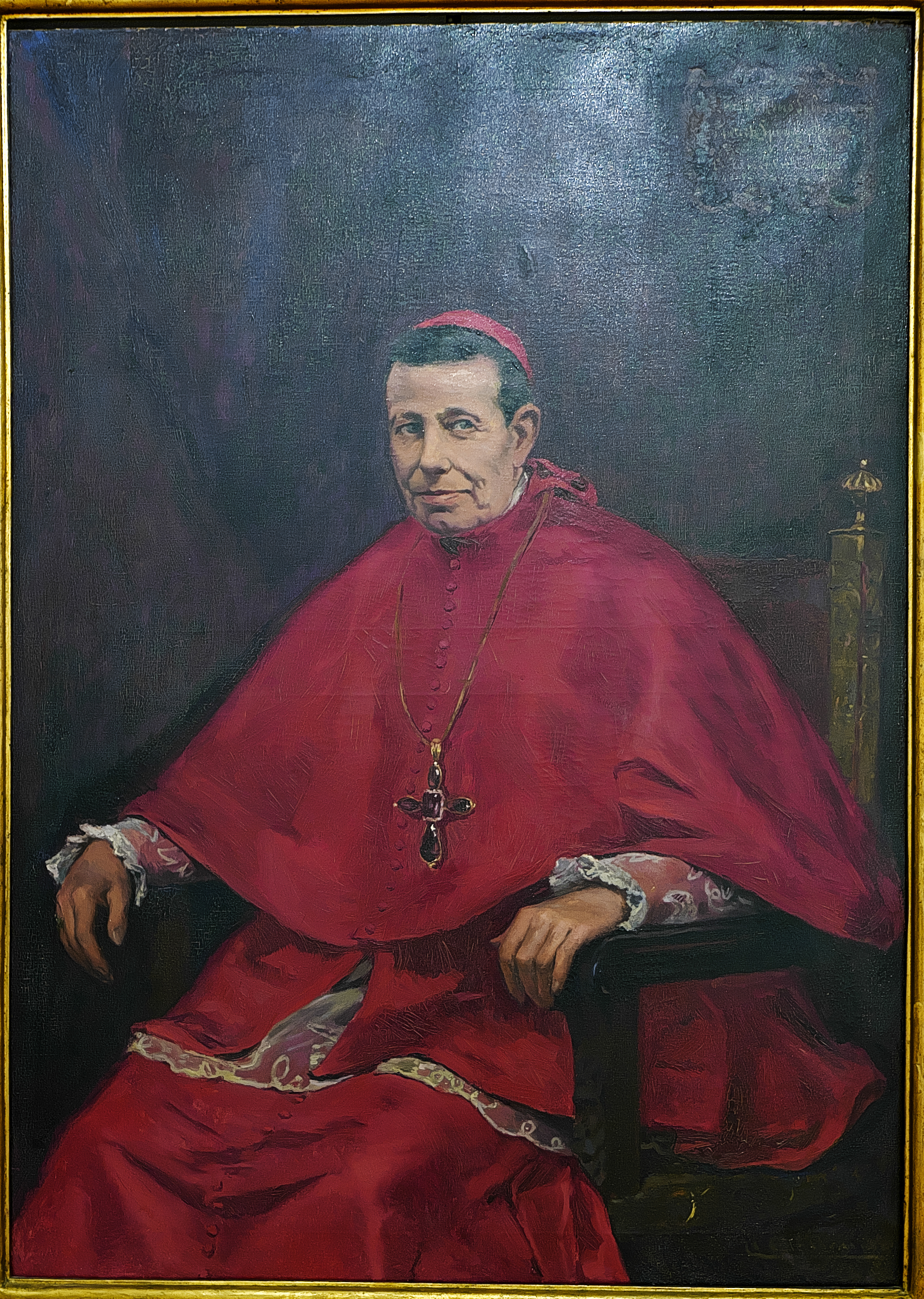
Marcelo Kardinal Spínola y Maestre (Gemälde von Andrés Parladé y Heredia, 1906)

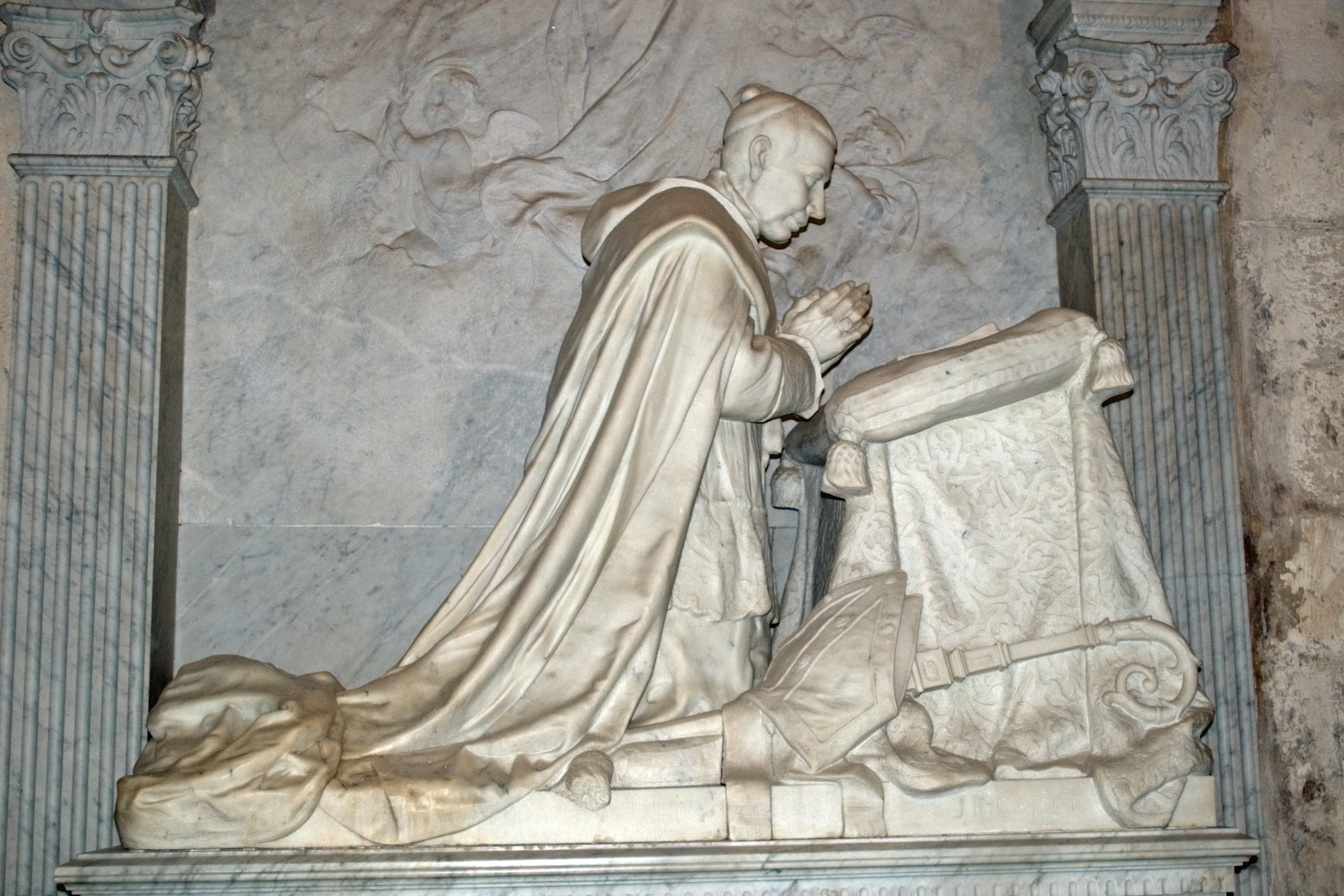
Grabmal in der Kathedrale von Sevilla

 Marcelo Kardinal Spínola y Maestre  (* 14. Januar 1835 in San Fernando, Spanien; † 20. Januar 1906 in Sevilla) war ein spanischer Geistlicher und römisch-katholischer Erzbischof von Sevilla. In der römisch-katholischen Kirche wird er als Seliger verehrt.

## Leben
Marcelo Spínola y Maestre erhielt seine theologische, philosophische und juristische Ausbildung an den Universitäten von Granada, Valencia und Sevilla. Er schloss seine Studien mit dem Erwerb des Lizentiats für Kanonisches Recht und Zivilrecht ab. Anschließend eröffnete er in Huelva eine Kanzlei und bot für mittellose Bürger eine kostenlose juristische Beratung an.
1863 empfing er die niederen Weihen, es folgte die Weihe zum Subdiakon am 19. Dezember 1863. Am 20. Februar 1864 wurde er mit der Diakonenweihe in den Klerus des Erzbistums Sevilla inkardiniert. Schließlich empfing er am 21. März 1864 die Priesterweihe. Von 1864 bis 1869 arbeitete er als Kaplan in der Erzdiözese Sevilla, von 1869 bis 1871 war er Kanoniker des Kathedralkapitels von Cádiz. Von 1871 bis 1879 wirkte er als Pfarrer in San Lorenzo, 1879 wurde er Kanoniker an der Kathedrale von Sevilla.
1880 ernannte ihn Papst Leo XIII. zum Titularbischof von Milos und zum Weihbischof in Sevilla. Die Bischofsweihe empfing Marcelo Spínola y Maestre durch Kardinal Joaquín Lluch y Garriga; Mitkonsekratoren waren Manuel María González y Sánchez, Bischof von Jaén, und Mariano Miguel Gómez Alguacil y Fernández, Bischof von Vitoria. 1884 wurde Marcelo Spínola y Maestre Bischof von Coria, wo er ein Jahr darauf den Orden der „Diener vom göttlichen Herzen“ gründete. 1886 übertrug ihm der Papst die Leitung des Bistums Málaga, 1895 betraute er ihn mit der Leitung des Erzbistums Sevilla. Von 1891 bis 1894 sowie von 1898 bis zu seinem Tode war Marcelo Spínola y Maestre Senator des Spanischen Königreichs. Papst Pius X. nahm ihn am 11. Dezember 1905 in das Kardinalskollegium auf. Marcelo Spínola y Maestre starb am 20. Januar 1906 in Sevilla.
Papst Johannes Paul II. sprach ihn am 29. März 1987 selig.